# BBB centre d'art
Pour les articles homonymes, voir bbb.

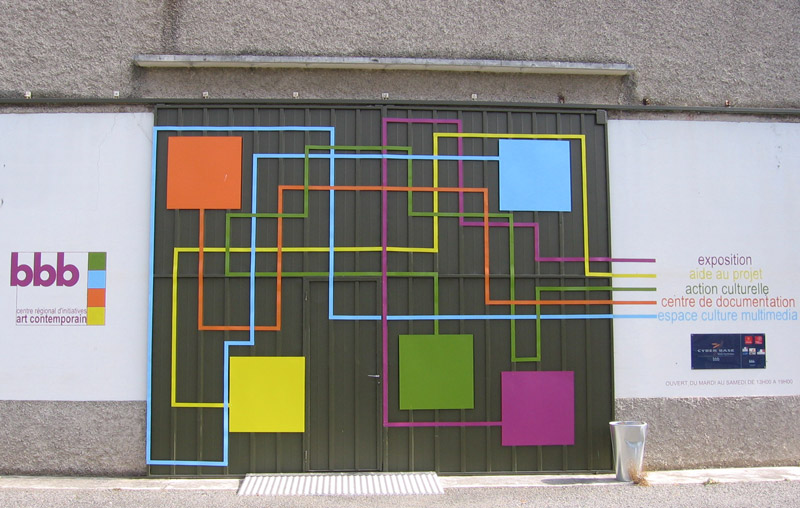
Façade du BBB centre d'art en 2009

Le BBB centre d'art est un centre d'art français situé à Toulouse et créé en 1994. Il développe des actions liées à la diffusion de la création contemporaine plastique et visuelle. Cinq à six expositions par an sont proposées au bbb et hors les murs. Le bbb pilote également des projets d’échanges et de résidences d’artistes. 
Le BBB centre d'art est un lieu associatif consacré à l’art contemporain au sein du quartier Nord de Toulouse. Il est membre du réseau DCA.  
En 2025, le lieu annonce une baisse significative de ses subventions au fonctionnement. Ces coupes budgétaires menacent directement la survie du centre d'art.  

## Expositions
(sélections)
- Louise Siffert (26 septembre - 19 décembre 2020)
- Matthieu Saladin, (9 octobre - 18 janvier 2020)
- Dominique Mathieu, (9 octobre - 18 janvier 2020)
- Marie Voignier (13 février - 29 juin 2019 et 9 octobre - 18 janvier 2020)